# Pat Roach
Francis Patrick Roach, detto Pat (Birmingham, 19 maggio 1937 – Bromsgrove, 17 luglio 2004), è stato un attore cinematografico e wrestler britannico.

## Biografia

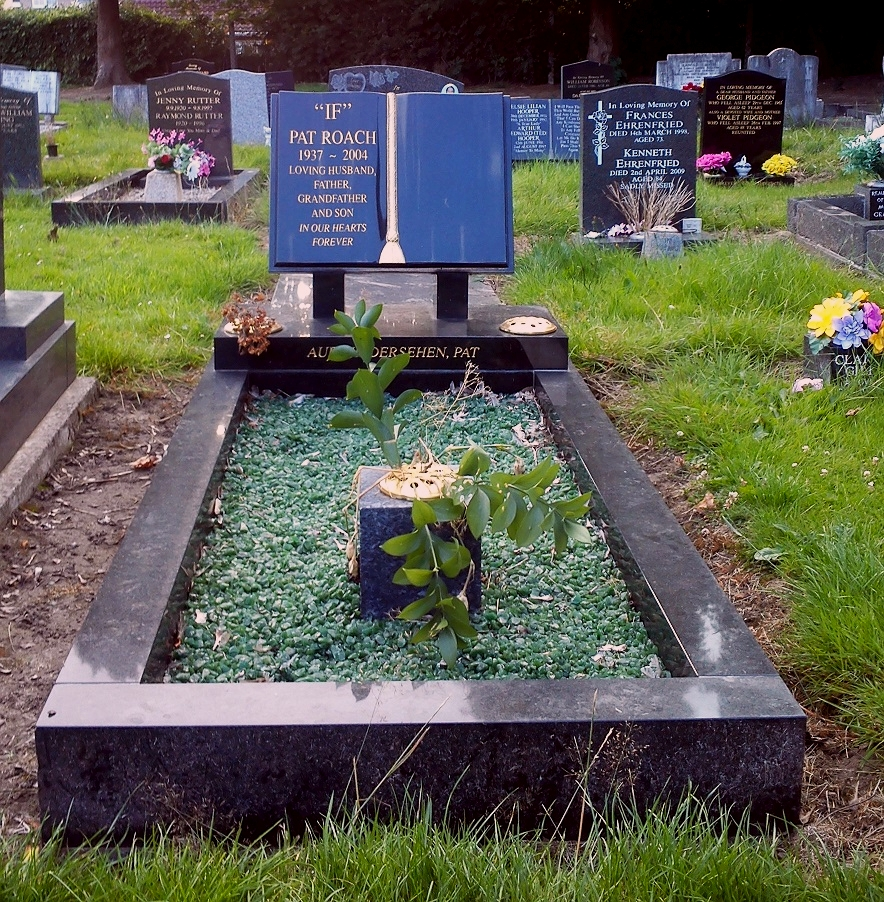
La tomba di Roach nel cimitero di Bromsgrove

Pat Roach nacque e trascorse la sua infanzia a Birmingham, figlio di Francis "Frank" Roach (nato nel 1905). Roach sposò Doreen Harris nel 1957. Ha avuto un figlio e una figlia. Verso la fine degli anni '80 ha giocato a football americano per la squadra dei Birmingham Bulls.

### Wrestling
Prima di iniziare a lavorare nel mondo del cinema, Roach era un famoso wrestler che attirava ingiustificatamente l'ostilità da parte del pubblico che erroneamente lo riteneva un tipico heel dello stampo di Mick McManus. Dopo che iniziò la sua carriera cinematografica, continuò a lavorare nel mondo del wrestling col nome di "Bomber" Pat Roach, mentre prima era noto come "Big" Pat Roach.

### Cinema
Debuttò nel mondo del cinema nel film Arancia meccanica di Stanley Kubrick, interpretando il buttafuori con la barba rossa del Korova Milkbar. Successivamente, ottenne successo interpretando soprattutto personaggi secondari muscolosi, dal ruolo di Efesto in Scontro di titani (in cui non pronuncia neanche una parola) a fianco di Laurence Olivier a quello di Lippe, assassino della SPECTRE che tenta di uccidere James Bond (Sean Connery) nella clinica in Mai dire mai. I suoi ruoli più famosi e importanti sono probabilmente quelli del famigerato e crudele generale Kael in Willow di Ron Howard e dello stregone Toth Amon in Conan il distruttore.
Mentre Roach venne rifiutato per il ruolo di Dart Fener in Guerre stellari, George Lucas gli affidò diversi ruoli secondari da "cattivo" nella  serie di Indiana Jones negli anni 1980. Ne I predatori dell'arca perduta, Roach interpretò addirittura due ruoli: appare infatti una prima volta nei panni del gigantesco Sherpa che affronta Jones nel bar in Nepal, e più tardi nei panni del meccanico tedesco con la testa rasata e i baffi che boxa furiosamente con Indy prima di essere ucciso dalle pale dell'elica sulla pista di atterraggio in Egitto (permettendo così a Roach di essere ucciso due volte nello stesso film). Nel secondo film della saga, Indiana Jones e il tempio maledetto, Roach interpreta il gigantesco soprintendente Thug barbuto che si azzuffa con Jones prima di essere stritolato dalla macina per le pietre.
La sua ultima apparizione nei film di Indiana Jones è quella dell'ufficiale della Gestapo in Indiana Jones e l'ultima crociata, anche se solo brevemente in quanto il regista Steven Spielberg ritenne la scena del combattimento contro Indiana Jones troppo lunga e decise di tagliarla.  Il quarto film della serie, Indiana Jones e il regno del teschio di cristallo, venne girato dopo la morte di Roach e l'attore russo Igor Jijikine venne ingaggiato per il ruolo del colonnello Antonin Dovchenko, un personaggio che rende omaggio ai precedenti ruoli interpretati da Roach nei film originali.
È morto per un cancro alla gola nel 2004. È sepolto alla sezione B del cimitero di Bromsgrove.

## Filmografia
- Arancia meccanica (A Clockwork Orange), regia di Stanley Kubrick (1971) (non accreditato)
- Barry Lyndon, regia di Stanley Kubrick (1975)
- Un astronauta alla tavola rotonda (Unidentified Flying Oddball), regia di Russ Mayberry (1979)
- Rising Damp, regia di Joseph McGrath (1980)
- Il club dei mostri (The Monster Club), regia di Roy Ward Baker (1980)
- I predatori dell'arca perduta (Raiders of the Lost Ark), regia di Steven Spielberg (1981)
- Scontro di titani (Clash of the Titans), regia di Desmond Davis (1981)
- Mai dire mai (Never Say Never Again), regia di Irvin Kershner (1983)
- Indiana Jones e il tempio maledetto (Indiana Jones and the Temple of Doom), regia di Steven Spielberg (1984)
- Conan il distruttore (Conan the Destroyer), regia di Richard Fleischer (1984)
- Yado (Red Sonja), regia di Richard Fleischer (1985)
- Willow, regia di Ron Howard (1988)
- Il ritorno dei tre moschettieri (The Return of the Musketeers), regia di Richard Lester (1989)
- Indiana Jones e l'ultima crociata (Indiana Jones and the Last Crusade), regia di Steven Spielberg (1989)
- The Big Man, regia di David Leland (1990)
- Robin Hood - Principe dei ladri (Robin Hood: Prince of Thieves), regia di Kevin Reynolds (1991)
- Ritratto di signora (The Portrait of a Lady), regia di Jane Campion (1996)
- Kull il conquistatore (Kull the Conqueror), regia di John Nicolella (1997)

## Doppiatori italiani
Nelle versioni in italiano delle opere in cui ha recitato, Pat Roach è stato doppiato da:
- Vittorio Di Prima in Barry Lyndon
- Daniele Tedeschi in Mai dire mai
- Oreste Rizzini in Conan il distruttore
- Paolo Buglioni in Yado
- Sergio Rossi in Willow